# Charles N. Fowler

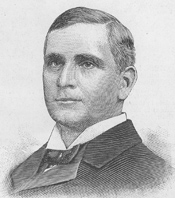
Charles N. Fowler

Charles Newell Fowler (* 2. November 1852 in Lena; † 27. Mai 1932 in Orange) war ein US-amerikanischer Politiker. Zwischen 1895 und 1911 vertrat er den Bundesstaat New Jersey im US-Repräsentantenhaus.

## Leben
Charles Fowler besuchte die öffentlichen Schulen seiner Heimat sowie das College in Beloit (Wisconsin) und danach bis 1876 das Yale College. Nach einem anschließenden Jurastudium an der Chicago Law School und seiner 1878 erfolgten Zulassung als Rechtsanwalt begann er in Beloit (Kansas) in diesem Beruf zu arbeiten. Im Jahr 1883 zog er zunächst nach Cranford (New Jersey), ehe er sich 1891 in Elizabeth niederließ. In beiden Städten arbeitete er im Bankgewerbe. Außerdem leitete er eine Pfandbriefbank.
Politisch war Fowler Mitglied der Republikanischen Partei. Bei den Kongresswahlen des Jahres 1894 wurde er im achten Wahlbezirk von New Jersey in das US-Repräsentantenhaus in Washington, D.C. gewählt, wo er am 4. März 1895 die Nachfolge von John T. Dunn antrat. Nach sieben Wiederwahlen konnte er bis zum 3. März 1911 acht Legislaturperioden im Kongress absolvieren. Seit 1903 vertrat er als Nachfolger von James F. Stewart den fünften Distrikt seines Staates. In seine Zeit als Kongressabgeordneter fiel der Spanisch-Amerikanische Krieg von 1898. Von 1901 bis 1909 war er Vorsitzender des Bank- und Währungsausschusses. Im Jahr 1910 bewarb sich Fowler erfolglos um die Nominierung seiner Partei für die Wahlen zum US-Senat. Von 1898 bis 1907 gehörte er dem Staatsvorstand der Republikaner an.
Nach dem Ende seiner Zeit im US-Repräsentantenhaus arbeitete Charles Fowler in Elizabeth wieder im Bankgewerbe und betrieb in Vermont einige Marmorsteinbrüche. Fowler befasste sich auch mit literarischen Angelegenheiten. Er zog 1930 nach Orange (New Jersey) und starb dort am 27. Mai 1932. Seine Besetzung erfolgte auf dem Fairview Cemetery in Westfield (New Jersey).